# František Mitáš
František Mitáš (* 20. července 1978 Nové Město na Moravě) je divadelní a muzikálový herec působící v Horáckém divadle v Jihlavě. Nejznámějšími inscenacemi, ve kterých hraje, jsou Jako zmoklá slepice, Když tančila, Kupec benátský a mnoho dalších, ale nejznámější je role ve hře Donaha! tvůrců Terrence McNallyho a Davida Yazbeka, ve které ztvárnil hlavní postavu, Jerryho Lukowskyho, který je propuštěn z ocelárny a kvůli finančním potížím se se svými přáteli dává na kariéru striptéra. V roce 2007 získal ocenění jako nejlepší „Mladý talent do 30 let“ v Horáckém divadle.
Mohli jsme ho také spatřit v televizních seriálech, jako je Ulice a Ošklivka Katka. Dále také účinkuje v jednom z videí nové kampaně Besipu, "Nemyslíš, zaplatíš!"
Má dceru Nelu (* 7. října 2007).